# Evdokia Sabourova
Evdokia Bogdanovna Sabourova (Евдокия Богдановна Сабурова) est une femme de la noblesse russe, morte vers 1615, qui fut la première épouse du tsarévitch Ivan Ivanovitch, fils et héritier du tsar Ivan le Terrible.
C'était la fille du boyard Bogdan Iouriévitch Sabourov, de la famille de Solomonia Sabourova, première épouse du tsar Vassili III, le père d'Ivan IV, qu'il avait eu avec sa seconde épouse. Solomonia avait été répudiée par Vassili III pour stérilité au bout de vingt années de mariage. La famille Sabourov était très liée aux Godounov.
En 1571, elle participa à une parade nuptiale organisée par Ivan IV afin de se choisir une épouse. 
Ce fut Marfa Sobakina qui fut choisie pour épouser le tsar, mais Evdokia le fut pour épouser son fils, le tsarévitch. Le mariage eut lieu le 4 novembre de la même année dans la cathédrale de la Trinité d'Alexandrov, six jours après le mariage du père et de Marfa Sobakina.
Dès 1572, Evdokia n'ayant pas eu d'enfant, Ivan IV les força à divorcer et l'envoya  dans un couvent à Souzdal, le monastère Pokrovski, en religion sous le nom d'Alexandra. La seconde épouse du tsarévitch, Feodossia Solovaïa, allait d'ailleurs subir le même sort quelques années plus tard, pour la même raison. 
La répudiation d'Evdokia est survenue bien avant qu'on puisse raisonnablement douter de sa fécondité, il est donc probable qu'elle a déplu à Ivan IV pour une raison ou pour une autre, car le tsarévitch aimait sa femme.
Elle mourut au monastère Pokrovski un 28 novembre, mais on ne sait si c'est en 1614,1615 ou 1620.